# Traslación de la Tierra

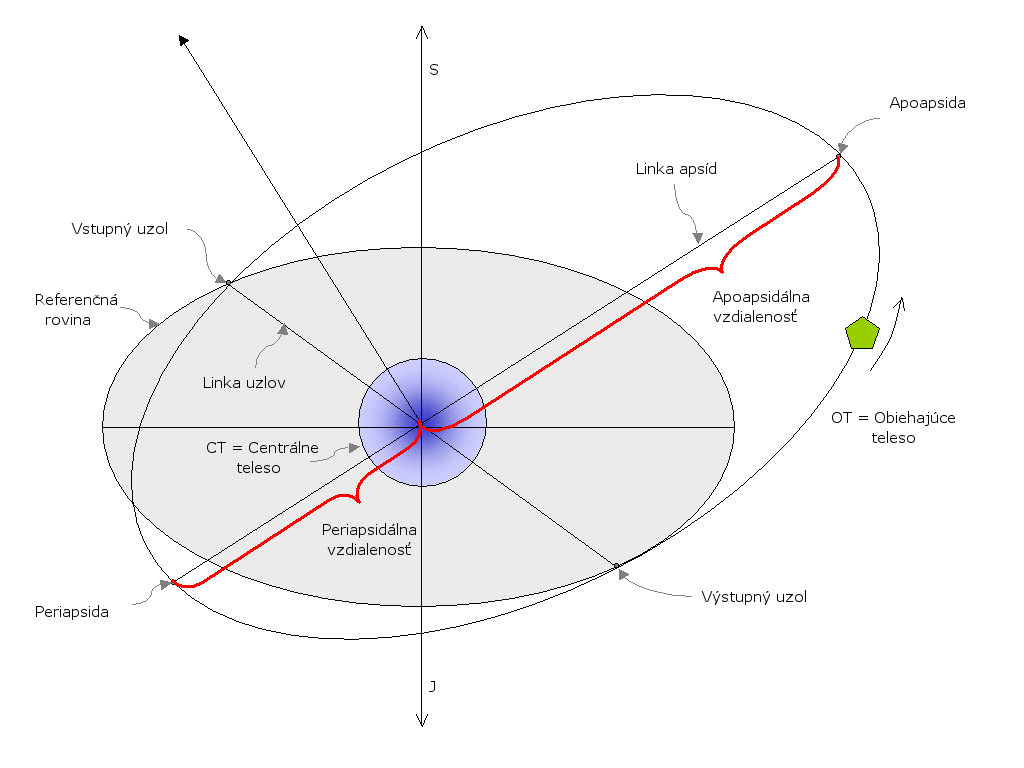
Esquema de la traslación de la Tierra.

La traslación de la Tierra es el movimiento de este planeta alrededor del Sol, que es la estrella central del sistema solar. La Tierra describe a su alrededor una órbita elíptica.
Si se toma como referencia la específica  posición de una estrella, la Tierra realiza una vuelta completa en un año sidéreo, cuya duración es de 365 días, 6 horas, 9 minutos, 9 segundos y 733 milisegundos.
El año sidéreo no es de mucha importancia práctica. Para las actividades terrestres es más importante la medición del tiempo según las estaciones.

Traslación de la Tierra.

La órbita tiene un perímetro de 940 millones de kilómetros, con una distancia promedio al Sol de 149 597 870 km, distancia que se conoce como unidad astronómica (U. A.). De esto se deduce que la Tierra se desplaza en el espacio exterior a una velocidad media de 107 227 km/h, o 29.8 km/s, en el plano de la eclíptica. (Por ser la órbita elíptica y no circular, la velocidad no es constante, oscila entre 30.3 km/s de velocidad máxima en el perihelio y 29.3 km/s de velocidad mínima en el afelio)

## Afelio y perihelio
La traslación orbital elíptica genera en algún momento que la Tierra esté en el lugar de la órbita más lejana del Sol, denominado afelio, hecho que sucede en julio. En ese punto la distancia al Sol es de 152 098 232 km. De manera análoga, al punto de la órbita más cercano al Sol se le denomina perihelio, ubicado a 147 098 290 km de distancia. Ocurre en el mes de enero.
"Los comportamientos estacionales del clima están influidos principalmente por la inclinación de 23.44 grados del eje de rotación de nuestro planeta con el plano de su órbita, y no por su órbita elíptica," 
Durante el invierno del hemisferio norte, el Polo Norte está apuntando al lado contrario del Sol. Los días son más cortos y esto produce más frío. El hecho de estar un poco más cerca del Sol no tiene mucha importancia.
Las estaciones son opuestas en el hemisferio sur. Cuando el Polo Norte está inclinado apuntando hacia el lado contrario del Sol, el Polo Sur apunta hacia una zona más directa a éste. Como resultado, el verano está en pleno desarrollo al sur del ecuador.

## Algunas características de la órbita
Los dibujos de la órbita pueden conducir a confusión. Para que sean más claros, a la órbita se le representa como una elipse de gran excentricidad. Pero en la realidad, la variación máxima de la distancia al centro es de 1,39 %, lo cual entre los ejes más largo y más corto, en un dibujo de 10 cm, significa una diferencia de sólo 0,14 mm: imperceptible por el ojo humano.
La Tierra describe anualmente alrededor del Sol un camino elíptico llamado órbita. Para un observador situado en el espacio sobre el polo norte terrestre, este movimiento es levógiro (contrario al de las manecillas del reloj). El tiempo que emplea la Tierra en completar su «periplo» alrededor del Sol es de 365 días con 6 horas, aproximadamente, lapso cronológico al cual precisamente denominamos año. Nuestro planeta describe una trayectoria elíptica de 930 millones de kilómetros, a una distancia media del Sol de 150 millones de kilómetros. El Sol se encuentra en uno de los focos de la elipse.
Las variantes por las cuales se puede medir y notar este movimiento terrestre son:
- Año trópico o año solar. Es la duración de una vuelta completa a su órbita, que es de 365,242198 días de tiempo solar medio: 365 días, 5 horas, 48 minutos y 46 segundos. En esta medición se toma como referencia un meridiano que la Tierra opone al Sol dos veces consecutivas.

- Año sidéreo. Es el tiempo que transcurre en la Tierra para pasar por un mismo punto de su órbita, tomando como referencia a las estrellas. Generalmente usado por los astrónomos, es la medida más exacta de un año. Su duración es de 366,256436918716 días sidéreos. Equivale a 365,256363 días solares medios: 365 días, 6 horas, 9 minutos y 10 segundos.

En la Edad Antigua se creía que todo el sistema solar giraba alrededor de la Tierra (teoría geocéntrica), hasta que Nicolás Copérnico propuso la teoría heliocéntrica, donde solo explica que el sistema solar no gira alrededor de la Tierra (es la que se usa actualmente).

## Consecuencias del movimiento de traslación
La inclinación del eje de rotación terrestre también propicia la sucesión de las estaciones. Los cambios estacionales son más acusados en las latitudes medias. Siempre son complementarios (opuestos) en los dos hemisferios de la Tierra. Así, por ejemplo, cuando en el hemisferio norte es invierno, en el hemisferio sur es verano, y viceversa. Estos contrastes no se deben a que la Tierra esté más o menos alejada del Sol, sino que a lo largo del año la traslación de nuestro planeta provoca que los rayos solares lleguen a cada hemisferio con distinta inclinación axial (u oblicuidad de la eclíptica) según el momento del año.
En la actualidad, el perihelio se produce hacia el 3 de enero, y el afelio hacia el 4 de julio. La distancia variable entre la Tierra y el Sol produce un aumento de aproximadamente el 6.9 % en la energía solar que alcanza la Tierra en el perihelio comparado con el afelio.  Como el hemisferio sur está inclinado hacia el Sol más o menos al mismo tiempo en que la Tierra alcanza su punto más cercano al Sol, el hemisferio sur recibe ligeramente más energía del Sol que el hemisferio norte, a lo largo de todo el año. Sin embargo, este efecto es mucho menos importante que el cambio total de la energía debido a la inclinación del eje de rotación, y casi todo el exceso de energía resulta absorbido por la mayor proporción de agua en el hemisferio sur.
Zonas térmicas, zona cálida/intertropical es la parte central de la tierra, por donde pasa el ecuador; zona templada, desde el trópico de cáncer hasta el círculo polar ártico y desde el trópico de capricornio hasta el círculo polar antártico; zona fría son los dos polos.
Distinta duración de los días y las noches en diferentes partes del globo.